# برج القريقية
برج القريقية هو معلمة تاريخية بمدينة أصيلة تم إنشاؤه في القرن الخامس عشر الميلادي في فترة الاحتلال البرتغالي للمدينة، وهو أعلى بناية حاليا في أصيلة.

## التسمية
أخذ البرج اسمه من شكله الشبيه بالمزلاج فلفظة قريقية تعني مزلاج باللهجة الشمالية القديمة.بينما تشير المصادر التاريخية أن هذا البرج الواقع في أقصى جنوب المدينة القديمة أطلق عليه البرتغاليون اسم "كوراسا" وبمحاذاته تواجد مدخل لمياه البحر كان يمتد عبر خندق طويل يصل إلى برج "بستيون طانبلالاو"

## السياحة
يعد برج القريقية معلمة سياحية بارزة في مدينة أصيلة فبالإضافة إلى امتداده على شكل لسان داخل مياه المحيط، فهو يعد أعلى نقطة في أصيلة، حيث يوفر لزواره مناظر بانورامية للمدينة، وكذا يمنح زواره فرصة مناسبة لمراقبة غروب الشمس